# Estelle Manville
Estelle Romaine Manville (ur. 26 września 1904 w Pleasantville, zm. 28 maja 1984 w Uppsali) – hrabina Wisborg w latach 1928-1973 jako żona Folke Bernadotte, wnuka króla Szwecji, Oskara II. Była jedną z czołowych postaci Międzynarodowego Ruchu Czerwonego Krzyża i Czerwonego Półksiężyca oraz Światowego Stowarzyszenia Przewodniczek i Skautek.

## Życiorys
Urodziła się 26 września 1904 roku w Pleasantville w stanie Nowy Jork jako jedyne dziecko amerykańskiego przemysłowca, Hirama Edwarda Manville'a, oraz jego żony, Henrietty Estelle Romaine.
Według doniesień medialnych, latem 1928 roku w Nicei we Francji król Szwecji, Gustaw V, przedstawił ją swojemu bratankowi, Folke Bernadotte. Zaręczyny Estelle i hrabiego ogłoszono w sierpniu 1928 roku. Ślub odbył się tego samego roku, w grudniu. Ceremonia miała miejsce w kościele św. Jana w Pleasantville w stanie Nowy Jork.
Estelle urodziła mężowi czterech synów:
- Gustaw (ur. 20 stycznia 1930, zm. 2 lutego 1936). Zmarł po operacji[6].
- Folke (ur. 8 lutego 1931). W 1955 roku ożenił się z Christine Glahns (ur. 9 stycznia 1932).
- Fryderyk (ur. 10 stycznia 1934, zm. 30 sierpnia 1934)[7].
- Bertil (ur. 6 października 1935). Dwukrotnie żonaty. W latach 1966–1967 jego żoną była Rose-Marie Heering. W 1981 roku ożenił się z Jill Rhodes-Maddox.

25 maja 1948 roku mąż Estelle zwrócił się do Rady Bezpieczeństwa ONZ, aby mógł działać jako mediator ONZ w Palestynie. 17 września tego samego roku Folke Bernadotte został zamordowany w Jerozolimie przez członków radykalnej żydowskiej organizacji paramilitarnej Lechi.
Estelle była aktywna w przedsięwzięciach filantropijnych. Wspierała m.in. Międzynarodowy Ruch Czerwonego Krzyża i Czerwonego Półksiężyca. W latach 1949–1957 była prezesem Szwedzkiego Stowarzyszenia Przewodników i Skautów. Wspierała również Fundusz Narodów Zjednoczonych na rzecz Dzieci (UNICEF) oraz międzynarodowe działania na rzecz ochrony przyrody.
W 1973 roku w kościele Oskara w Sztokholmie wyszła za mąż za Carla Erika Ekstranda.
Estelle zmarła 28 maja 1984 roku na sepsę. Została pochowana 20 czerwca 1984 roku na Norra begravningsplatsen.

## Dziedzictwo
W lutym 2012 roku ówczesna księżniczka koronna (następczyni tronu) Szwecji, Wiktoria Bernadotte, urodziła swoje pierwsze dziecko. Dziewczynka otrzymała imiona  Stella Sylwia Ewa Maria (szw. Estelle Silvia Ewa Mary). Spekulowano, że księżniczka pierwsze imię otrzymała na cześć Estelle Manville. Dodatkowo sam król Szwecji, Karol XVI Gustaw, ogłaszając narodziny swojej najstarszej wnuczki, stwierdził, że imię Estelle jest bardzo drogie dla niego i całej jego rodziny. Syn Estelle Manville, Folke, powiedział w jednym z wywiadów, że czuje się zaszczycony, że nowo narodzona szwedzka księżniczka otrzymała imię po jego matce.